# ヤム

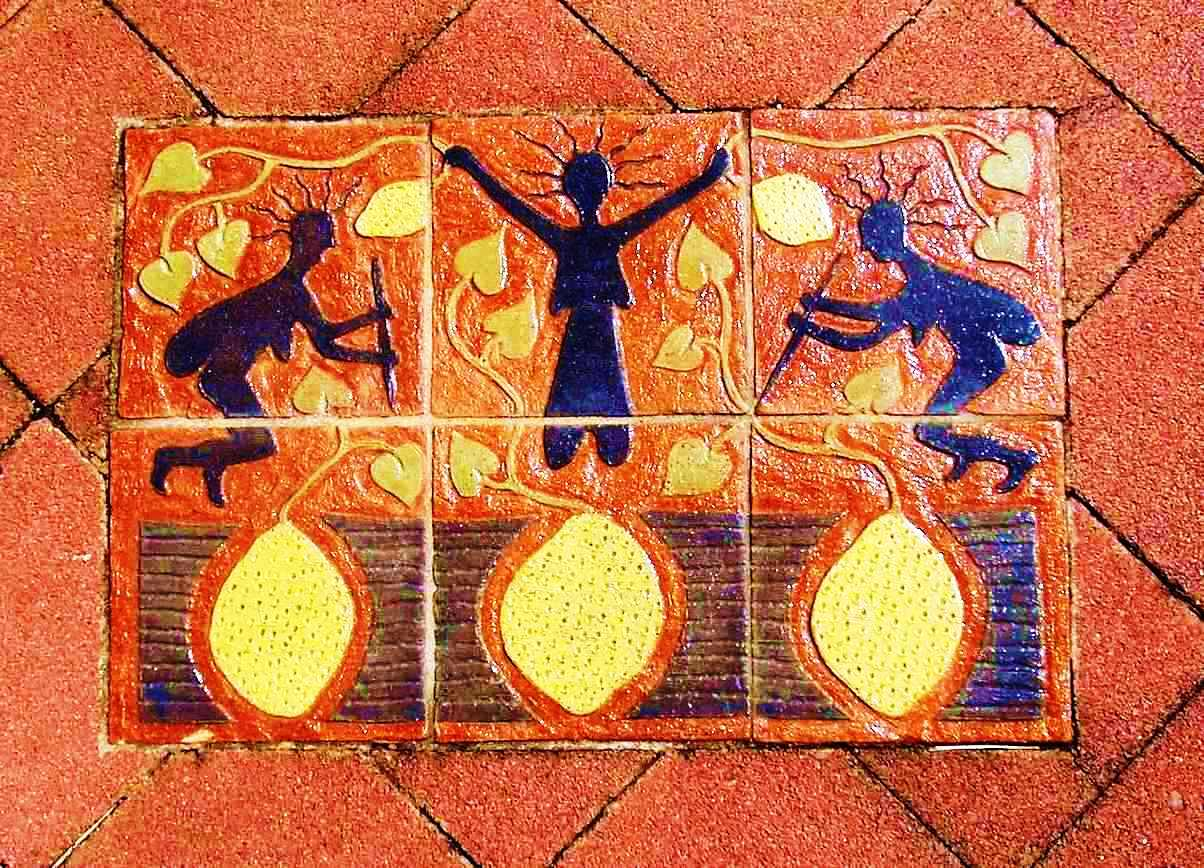
ヤムイモを集めるアボリジニの女性を描いた通りのタイル。オーストラリア

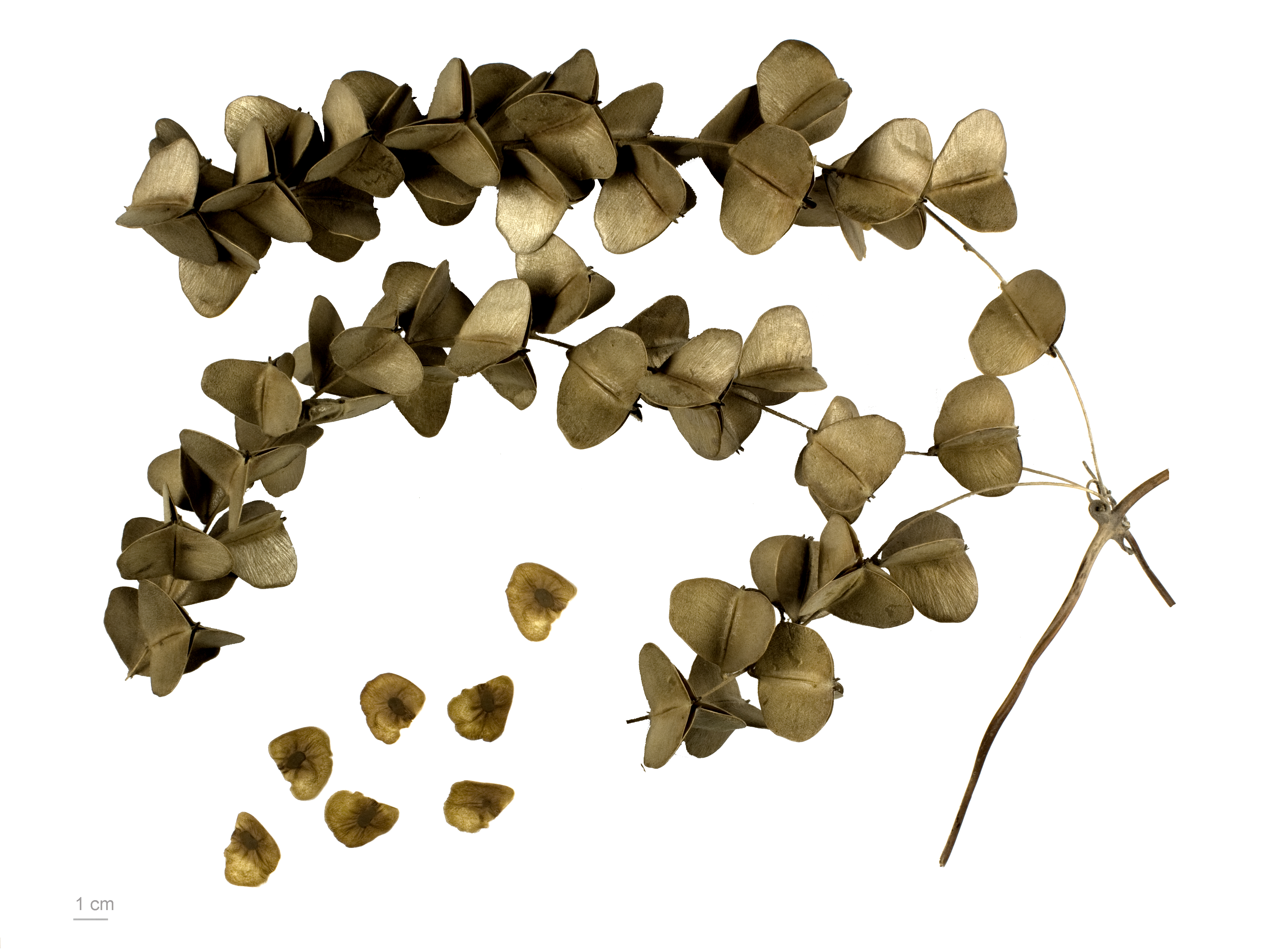
Dioscorea sp.

ヤム（英語: yam）、ヤムイモ、ヤム芋は、ヤマノイモ目ヤマノイモ科ヤマノイモ属 (Dioscorea) のうち塊根（芋）を食用とする種の総称。ヤマノイモ属には約600種が含まれるが、そのうち塊根を食用とするのは一部である。

## 名称
学名からディオスコレアともいう。日本では日本原産のヤマノイモ（D. japonica）が自然薯としてよく知られており、ヤム類を総称してヤマノイモと呼ぶこともある。

## 産地
9割以上が西アフリカの沿岸部、ギニアサバンナと呼ばれる地域で栽培されている。熱帯アジア、ラテンアメリカ、西インド諸島、オセアニアにかけての広い地域で主食や根菜として栽培されている。中国では根の外皮をはぎ乾燥させて漢方の原料にも利用される。地域の伝統的な儀式や祭りの供え物などにも利用される。
| ヤムの生産量 （2020年、1万トン） | ヤムの生産量 （2020年、1万トン） |
| -------------------------------- | -------------------------------- |
| ナイジェリア                     | 5010                             |
| ガーナ                           | 850                              |
| コートジボワール                 | 770                              |
| ベナン                           | 320                              |
| トーゴ                           | 90                               |
| コロンビア                       | 40                               |
| 世界計                           | 7480                             |
| FAO調べ                          |                                  |

## 他の芋との混同
アメリカ合衆国では、オレンジ色のサツマイモがヤムと混同され、頻繁にyamと呼ばれる。ヤム栽培の経験があった西アフリカ出身の奴隷が、ラテンアメリカから北アメリカに導入されていたサツマイモをヤムと呼んだのが原因らしい。さらに1930年代に行われた消費拡大キャンペーンにより、ヤムという誤った通称が定着してしまった。アングロアメリカでは、アフリカ系やラテンアメリカ系の食料品店を除けば真のヤムがほとんど流通していないため、ヤムとサツマイモの違いを知る者は稀である。ヤムとサツマイモを両方「Sweet Potato」と呼ぶ人も多い。
スコットランドでは、ジャガイモもヤムと呼ばれる。
ユリ目で有毒なアルカロイドを持つグロリオサと地下茎の形状が似ており、誤食による死亡事故が起きている。

## 主な種類

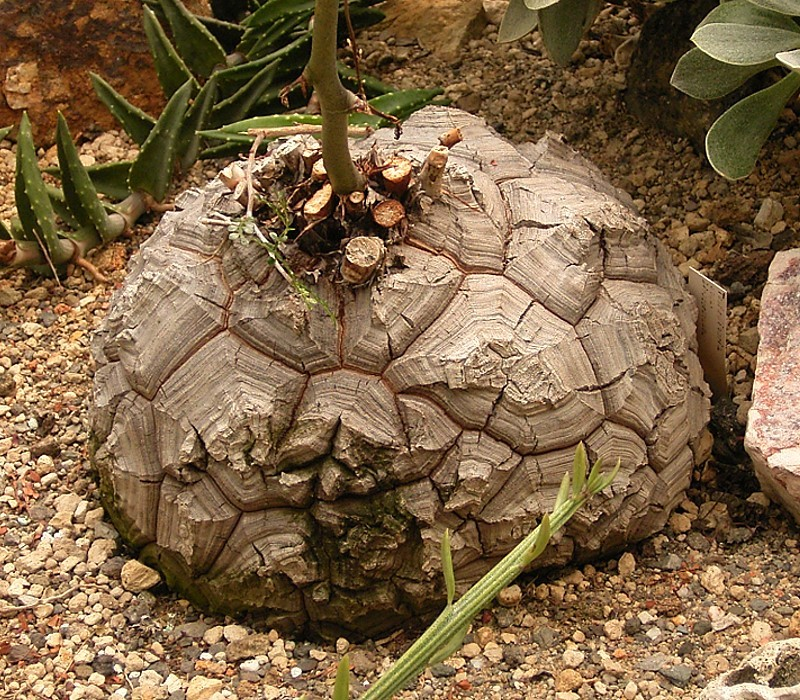
亀甲様の形状が特徴的なキッコウリュウの塊根

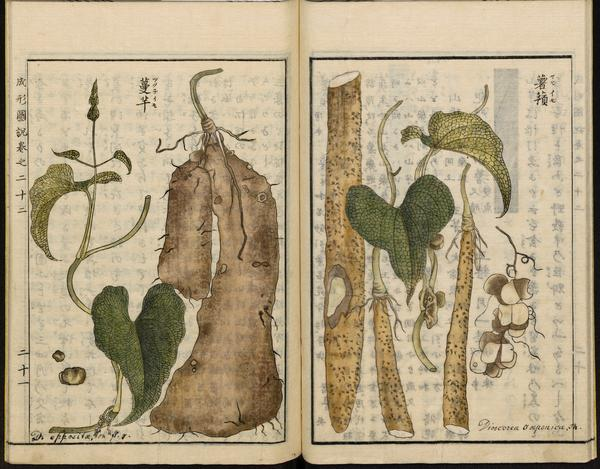
『成形図説』より

- 『成形図説』よりダイジョ（ダイショ、ウォーターヤム） D. alata - 熱帯アジア原産
- ナガイモ（ヤマトイモ、イチョウイモ、チャイニーズヤム、山薬） D. polystachya (D. opposita, D. batatas) - 中国原産
- カシュウイモ（エアポテト、ポテトヤム、ニガガシュウ） D. bulbifera - アフリカとアジア
- キイロギニアヤム（キイロヤム） D. cayensis - アフリカ原産
- ビターヤム（クラスターヤム） D. dumetorum - 西アフリカ原産
- キッコウリュウ（ツルカメソウ） D. elephantipes - 南アフリカ原産
- トゲドコロ（トゲイモ、ハリイモ） D. esculenta - 南アジア原産
- ヤマノイモ（ヤマイモ、ジネンジョ） D. japonica - 日本原産
- ルソンヤマノイモ D. luzonensis
- バルバスコ D. mexicana - メキシコ原産
- シロギニアヤム（シロヤム） D. rotundata - アフリカ原産
- キールンヤマノイモ D. pseudojaponica - 沖縄県
- オニドコロ D. tokoro - 日本
- クシクシ D. trifida - ギニア原産
- ワイルドヤム（メキシコヤマイモ） D. villosa - メキシコ原産
- ココヤム（英語版）（ヤウテア、アメリカ里芋） D. xanthosomasagittifolium - 西インド諸島原産

## 栄養価
実際の栄養価は、栽培条件、生育環境、収穫時期、品種などで異なるため記載されている値は代表値である。